# Isoteinon abjecta
Isoteinon abjecta is een vlinder uit de familie van de dikkopjes (Hesperiidae). De soort is voor het eerst wetenschappelijk beschreven als Pamphila abjecta door Pieter Snellen in een publicatie uit 1872.
De soort komt voor in tropisch Afrika waaronder Senegal, Gambia, Guinea-Bissau, Guinee, Sierra Leone, Liberia, Ivoorkust, Ghana, Togo, Benin, Nigeria, Kameroen, Gabon, Congo-Brazzaville, Congo-Kinshasa, Angola en Zambia.